# 대구과학수사연구소

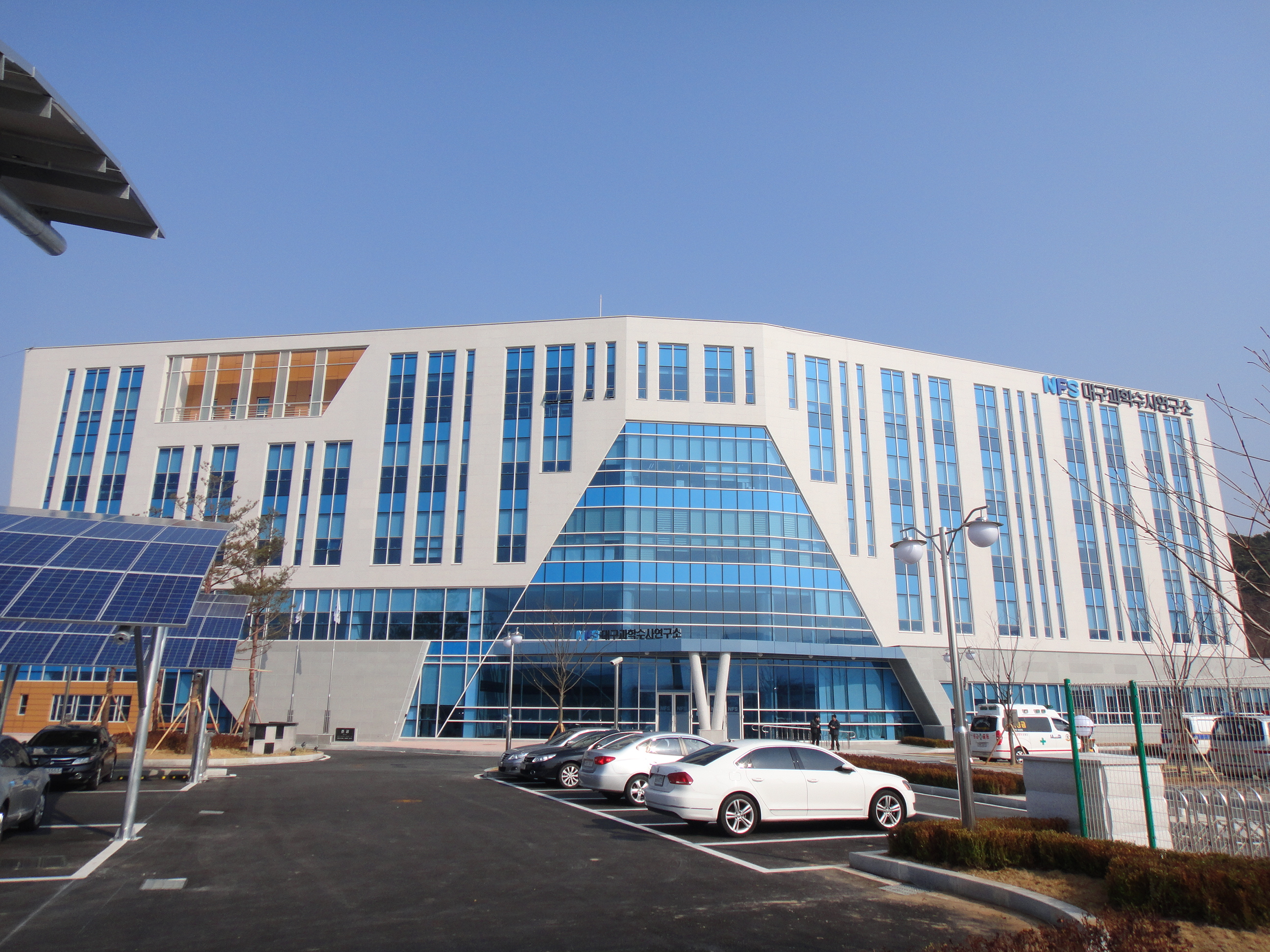

대구과학수사연구소(大邱科學搜査硏究所)는 국립과학수사연구원의 소속기관이다. 2013년 12월 11일 발족하였으며, 경상북도 칠곡군 왜관읍 호국로 33-14에 위치하고 있다. 소장은 기술서기관·공업연구관 또는 보건연구관으로 보한다.

## 연혁
- 2013년 12월 11일: 대구과학수사연구소 설치.[2]

## 관할구역
- 대구광역시
- 경상북도
- 경상남도 거창군·산청군·함양군

## 조직

### 소장
- 운영지원과[3]
- 법의학과[4]
- 유전자분석과[5]
- 법독성화학과[6]
- 이공학과[7]

## 같이 보기
- 서울과학수사연구소
- 부산과학수사연구소
- 광주과학수사연구소
- 대전과학수사연구소